# George Washington Vanderbilt II
George Washington Vanderbilt II (14 novembre 1862 - 6 mars 1914) est un collectionneur d'art et membre de l'éminente famille Vanderbilt, qui amasse une énorme fortune grâce aux bateaux à vapeur, aux chemins de fer et à diverses entreprises commerciales . Il construit un manoir de 250 pièces, la plus grande maison privée des États-Unis, qu'il baptise Biltmore Estate.

## Biographie
George W. Vanderbilt est le plus jeune enfant de William Henry Vanderbilt et Maria Louisa Kissam. Bien qu'il n'y ait aucune preuve suggérant qu'il se soit référé à lui-même en utilisant un suffixe numérique, diverses sources l'ont appelé à la fois George Washington Vanderbilt II et III. Le Biltmore reconnaît comme George W. Vanderbilt III, car il a deux oncles de ce nom, dont le premier est décédé à l'âge de quatre ans .
En tant que plus jeune des enfants de William, George est considéré comme le favori de son père et son compagnon constant. Des proches le décrivent comme mince, aux cheveux noirs et au teint pâle. Timide et introverti, il s'intéresse à la philosophie, aux livres et à la collection de peintures de la grande galerie d'art de son père. Il acquiert une bibliothèque privée de plus de vingt mille volumes. En plus de visites fréquentes à Paris, en France, où plusieurs Vanderbilt possèdent des maisons, George Vanderbilt voyage beaucoup et parle couramment plusieurs langues étrangères .
Son père possède d'élégantes demeures à New York et Newport, et un domaine de campagne sur Long Island. Lorsque William meurt en 1885 d'un accident vasculaire cérébral, il laisse une fortune d'environ 200 millions de dollars, dont la majeure partie est partagée entre ses deux fils aînés, Cornelius Vanderbilt II et William Kissam Vanderbilt. George W. Vanderbilt hérite de 2 millions de dollars de son grand-père et reçoit un autre million de dollars à son 21e anniversaire de son père. À la mort de son père, il hérite de 5 millions de dollars de plus, ainsi que des revenus d'un fonds en fiducie de 5 millions de dollars.
Il dirige la ferme familiale à New Dorp et Woodland Beach, maintenant le quartier de Midland Beach, à Staten Island, New York, où il est né, puis vit avec sa mère à Manhattan jusqu'à ce que sa propre maison de ville au 9 West 53rd Street soit achevée en 1887. L'entreprise familiale Vanderbilt est exploitée par ses frères aînés. Cela lui laisse du temps pour des activités intellectuelles. En 1891, il rejoint la New York Society of the Sons of the American Revolution. L'année suivante, Vanderbilt offre sa galerie privée de la 58e rue à Manhattan à l'American Fine Arts Society. Au début des années 1900, les Vanderbilt développent une paire de résidences au 645 et 647 Fifth Avenue. George est le premier propriétaire du numéro 647.

## Biltmore
Vivant dans l'une ou l'autre de ses résidences familiales jusqu'à l'âge adulte, Vanderbilt décide de construire son propre manoir et domaine en 1888. À cet effet, il acquiert 125 000 hectares de bois en Caroline du Nord, employant l'architecte Richard Morris Hunt pour concevoir une maison en pierre calcaire sur le modèle du château de Blois et d'autres châteaux de la vallée de la Loire. Avec jusqu'à quatre acres de surface au sol, on pense qu'il s'agit de la plus grande habitation domestique jamais construite aux États-Unis .
À Biltmore, Vanderbilt mène la vie d'un gentilhomme campagnard. Ayant un grand intérêt pour l'horticulture et l'agroscience, il supervise des expériences dans l'agriculture scientifique, l'élevage de lignées animales et la sylviculture (foresterie). Son objectif est de gérer Biltmore comme un domaine autosuffisant. En 1892, Frederick Law Olmsted suggère à Vanderbilt d'embaucher Gifford Pinchot pour gérer les forêts du domaine. Selon Pinchot, qui continue à être le premier chef du Service des forêts des États-Unis, Biltmore est la première forêt gérée par des professionnels aux États-Unis. Il est également le site de l'école Biltmore des forêts, la première école en Amérique du Nord, créé en 1898 par le Dr Carl A. Schenck.
Vanderbilt est connu pour sa générosité envers ses employés à Biltmore. Chaque année, il organise une fête de Noël pour leurs enfants, avec un sapin décoré et des cadeaux pour chaque enfant, même ceux qui n'ont pas pu se rendre à la fête. Il paye également toutes les dépenses de la cathédrale de toutes les âmes, une cathédrale épiscopalienne qu'il a construite et dont il est paroissien, située juste en face de la porte principale du Biltmore Estate dans le village de Biltmore (le village modèle qu'il a construit pour ceux qui ont travaillé pour construire le domaine ou ont été employés sur le domaine), afin que la collecte hebdomadaire de l'église puisse aller directement à la charité et à la sensibilisation .

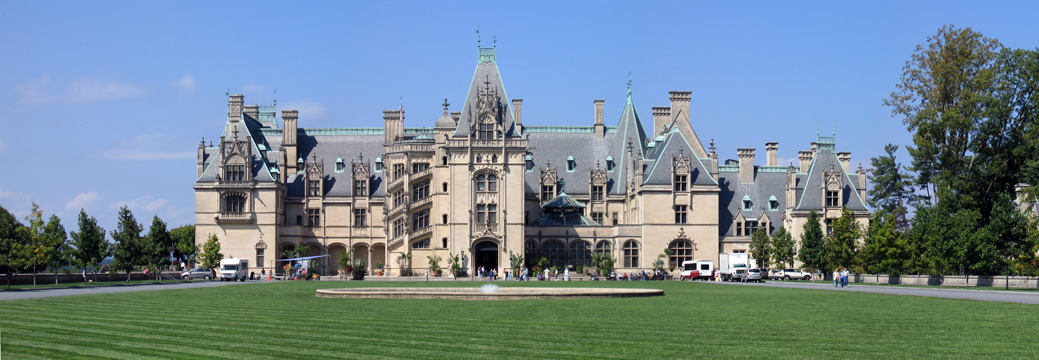
Le domaine Biltmore en 2006

## Famille
Le 1er juin 1898, Vanderbilt épouse Edith Stuyvesant Gerry (en) (17 janvier 1873 – 21 décembre 1958) à la cathédrale américaine de Paris, France. George et Edith ont une fille ensemble, Cornelia Stuyvesant Vanderbilt (en) (22 août 1900 - 7 février 1976).
En 1912, George et Edith réservent un passage sur le Titanic, mais ils changent leurs plans à la dernière minute par téléphone, naviguant plutôt sur son navire jumeau, l'Olympic. L' Olympic quitte le port avant le Titanic, et les Vanderbilt arrivent à New York avant le naufrage. Les récits varient, mais il est suggéré qu'un membre de la famille (apparemment la sœur de sa femme qui a beaucoup voyagé) a prévenu le couple de voyager sur le Titanic, en disant : « Tant de choses peuvent mal tourner lors d'un voyage inaugural »,. Malheureusement, cependant, un serviteur des Vanderbilts, Frederick Wheeler, meurt à bord du Titanic en deuxième classe, car, en raison du moment proche de leur changement, les Vanderbilts ont été contraints de laisser la plupart de leurs bagages à bord du Titanic, et Wheeler a donc conservé son billet .

## Décès
Il est décédé des suites d'une appendicectomie à Washington, DC le 6 mars 1914 . Il est enterré dans le mausolée de la famille Vanderbilt au cimetière morave de New Dorp à Staten Island, New York.
Après sa mort, la veuve de Vanderbilt vend environ 86 000 acres (348,03 km2) de la propriété Biltmore au Service forestier des États-Unis à 5 $ l'acre, réalisant ainsi le souhait de son mari de créer le cœur de la forêt nationale de Pisgah. Elle vend des terres supplémentaires au fur et à mesure que les finances l'exigent; aujourd'hui, environ 8 000 acres (32,37 km2)  restent. Edith Dresser Vanderbilt se remarie à Peter G. Gerry (en) (1879-1957), un sénateur américain de Rhode Island.
L'enfant unique des Vanderbilt, Cornelia Stuyvesant Vanderbilt, épouse un aristocrate britannique, l'hon. John Francis Amherst Cecil (en) (un descendant de William Cecil (1er baron Burghley)) en 1924. Leurs fils, George et William, héritent finalement de la propriété. George Cecil, l'aîné des deux fils, choisit d'hériter de la majorité des terres du domaine et de la Biltmore Farms Company, plus rentable que la maison à l'époque. Le fils cadet, William Cecil, s'est ainsi retrouvé avec Biltmore House, et on lui attribue la préservation du château qui (bien que toujours privé) est ouvert au public.